# Irakli Tsirekidze
Irakli Tsirekidze (em georgiano: ირაკლი ცირეკიძე ; 3 de maio de 1982), é um judoca da Geórgia, campeão mundial e olímpico.
Durante os Jogos Olímpicos Pequim em 2008, ganhou a medalha de ouro na categoria até 90 kg.

## Resultados
| Ano  | Torneio            | Posição | Categoria |
| ---- | ------------------ | ------- | --------- |
| 2008 | Jogos Olímpicos    | 1º      | (90 kg)   |
| 2008 | Campeonato Europeu | 3º      | (90 kg)   |
| 2007 | Campeonato Mundial | 1º      | (90 kg)   |
| 2007 | Campeonato Europeu | 2º      | (90 kg)   |
| 2005 | Campeonato Europeu | 5º      | (90 kg)   |